# 10-та повітряна армія (США)
10-та повітряна армія (США) (англ. Tenth Air Force) — повітряна армія у складі резерву ПС США. Штаб-квартира повітряної армії розташована на військово-повітряній базі Форт Ворт у штаті Техас. Основним призначенням армії є підготовка боєготового та навченого льотного персоналу та авіаційної техніки для головних командувань Повітряних сил: Бойового, глобальних ударів, Тихоокеанського, Космічного, спеціальних операцій, освіти та тренувань.
До складу повітряної армії організаційно входить 30 військових інсталяцій (баз, постів, штабів тощо) на території Сполучених Штатів, де проходять службу в резерві понад 14 000 військовозобов'язаних і 950 цивільних службовців.
Армія була сформована 4 лютого 1942 року для проведення спільних дій з іншими видами і родами збройних сил союзників і вирішення самостійних оперативних і стратегічних завдань в Індії, Бірмі та Індокитаї. Основним театром дій був так званий Китайсько-бірмансько-індійський театр (англ. China Burma India Theater (CBI). Штаб-квартира 10-ї повітряної армії розгорталась у Нью-Делі, в Британській Індії. Її першим командувачем став генерал-майор Луїс Бреретон.
У післявоєнний час повітряна армія неодноразово створювалась знову, її основною функцією була участь у протиповітряному захисті континентальних США у складі Командування аерокосмічної оборони США.